# Plectris tomentosa
Plectris tomentosa är en skalbaggsart som beskrevs av Jean Guillaume Audinet Serville 1825. Plectris tomentosa ingår i släktet Plectris och familjen Melolonthidae. Inga underarter finns listade i Catalogue of Life.